# Lee Thompson
Jay Lee Thompson (né à Londres le 5 octobre 1957), surnommé Kix ou El Thommo, est un musicien britannique, connu comme le saxophoniste et compositeur du groupe de ska, Madness.

## Biographie
Lee Thompson eut une jeunesse tumultueuse qui l'amena en maison de redressement.
En 1976, Lee Thompson avec Mike Barson, Chris Foreman et Chas Smash forment un groupe de ska appelé "The Invaders". En janvier 1979, après l'arrivée de Graham McPherson, Mark Bedford et Dan Woodgate, ils adopteront le nom de Madness. Il fut notamment le compositeur des morceaux "The Prince" et "House of fun".
Après la séparation du groupe en 1986, il fit partie de la seconde aventure du groupe appelé cette fois "The Madness" en 1988.

## Vie privée
Lee Thompson est marié à Debbie Fordham, ils ont trois enfants (Tuesday, Daley and Kye). Il est aussi grand-père.